# Acid 4-aminobenzoic
Axit 4-Aminobenzoic (còn được gọi là axit para-aminobenzoic hoặc PABA vì carbon số 4 trong vòng benzen còn được gọi là vị trí para) là một hợp chất hữu cơ có công thức H2NC6H4CO2H. PABA là chất rắn màu trắng, mặc dù các mẫu thương mại có thể xuất hiện màu xám. Nó ít tan trong nước. Nó bao gồm một vòng benzen được thay thế bằng các nhóm amino và nhóm carboxyl. Các hợp chất hiện diện khắp nơi trong thế giới tự nhiên.

## Sản xuất và xảy ra
Trong công nghiệp, PABA được điều chế chủ yếu theo hai cách:
- Giảm 4-nitrobenzoic acid
- Hạ cấp Hoffman của monoit có nguồn gốc từ axít terephthalic.[2]

Nguồn thực phẩm của PABA bao gồm gan, men bia (và bia chưa lọc), thận, mật đường, nấm và ngũ cốc.

## Sinh học

### Hóa sinh

Con đường tổng hợp tetrahydrofolate

PABA là chất trung gian trong quá trình tổng hợp folate bởi vi khuẩn, thực vật và nấm.
Nhiều vi khuẩn, bao gồm cả những vi khuẩn được tìm thấy trong đường ruột của con người như E. coli, tạo ra PABA từ chorismate bằng hoạt động kết hợp của các enzyme 4-amino-4-deoxychorismate synthase và 4-amino-4-deoxych. Thực vật sản xuất PABA trong lục lạp của chúng, và lưu trữ nó dưới dạng este glucose (pABA-Glc) trong các mô của chúng. Con người thiếu các enzyme để chuyển PABA thành folate, do đó cần folate từ các nguồn thực phẩm như rau lá xanh. Ở người, PABA được coi là không cần thiết và mặc dù nó đã được lịch sử gọi là "vitamin Bx", không còn được công nhận là một vitamin, bởi vì hầu hết mọi người đều có microbiome sẽ tạo ra PABA.
Các thuốc Sulfonamide có cấu trúc tương tự như PABA, và hoạt động kháng khuẩn của chúng là do khả năng can thiệp vào quá trình chuyển đổi PABA thành folate nhờ enzyme dihydropteroate synthetase. Do đó, sự phát triển của vi khuẩn bị hạn chế thông qua thiếu folate.

### Sử dụng y tế
Muối kali được sử dụng như một loại thuốc chống rối loạn da xơ hóa, chẳng hạn như bệnh Peyronie, dưới tên thương mại Potaba. PABA đôi khi cũng được sử dụng dưới dạng thuốc viên bởi những người mắc hội chứng ruột kích thích để điều trị các triệu chứng tiêu hóa liên quan và trong các nghiên cứu dịch tễ học dinh dưỡng để đánh giá sự hoàn chỉnh của việc lấy nước tiểu 24 giờ để xác định natri, kali, hoặc nồng độ nitơ.

### Bổ sung dinh dưỡng
Mặc dù không có bất kỳ hội chứng thiếu PABA nào được công nhận ở người, ngoại trừ một số người thiếu vi khuẩn tạo ra PABA trong đại tràng của họ, nhiều tuyên bố về lợi ích được cung cấp bởi các nhà cung cấp PABA thương mại như một chất bổ sung dinh dưỡng. Lợi ích được khẳng định cho sự mệt mỏi, khó chịu, trầm cảm, khóc chàm (eczema ẩm), xơ cứng bì (làm cứng da sớm), mất sắc tố loang lổ trên da (vitiligo) và tóc bạc sớm.

## Sử dụng thương mại và công nghiệp
PABA tìm thấy sử dụng chủ yếu trong lĩnh vực y sinh. Các ứng dụng khác bao gồm chuyển đổi thành đặc sản azo dy s và tác nhân liên kết chéo s. PABA cũng được sử dụng làm thuốc trừ sâu sinh học, mặc dù hiện tại việc sử dụng nó bị hạn chế do sự phát triển của các biến thể mới của thuốc trừ sâu sinh học.
Trước đây, PABA được sử dụng rộng rãi trong kem chống nắng dưới dạng bộ lọc UV. Nó là một chất hấp thụ UVB, có nghĩa là nó có thể hấp thụ các bước sóng giữa 290 và 320 nm. Được cấp bằng sáng chế vào năm 1943, PABA là một trong những hoạt chất đầu tiên được sử dụng trong kem chống nắng. Các nghiên cứu  in vivo  đầu tiên trên chuột cho thấy PABA làm giảm thiệt hại do tia cực tím. Ngoài ra, nó đã được chứng minh là bảo vệ chống lại các khối u da ở loài gặm nhấm.
Các nghiên cứu trên động vật và 'in vitro' vào đầu những năm 1980 cho thấy PABA có thể làm tăng nguy cơ tổn thương tia cực tím của tế bào. Trên cơ sở các nghiên cứu này, cũng như các vấn đề về dị ứng và đổi màu quần áo, PABA không được ưa chuộng như một loại kem chống nắng. Tuy nhiên, các dẫn xuất PABA không tan trong nước như padimate O hiện đang được sử dụng trong một số sản phẩm.

## Cân nhắc an toàn
PABA phần lớn không độc hại; liều gây chết trung bình của PABA ở chó (uống) là 2 g/kg. Allergic reactions to PABA can occur. It is formed in the metabolism of certain ester local anesthetics, and many allergic reactions to local anesthetics are the result of reactions to PABA.